# Nehesi
Nehesi o Nehesy fou un faraó de la dinastia XIV. Es coneix un document del seu regne, en què es qualifica de "fill del faraó", però no n'esmenta el pare, que probablement seria Sheshi Asehre. El seu nom de tron és Aasehre ('Grans són els consells de Ra').
Del seu regnat, hi ha restes físiques: un obelisc al temple de Seth a Raahu (nord-est del delta), dues esteles a Tell Habwe, una columna a Tanisamb amb el nom de la seva mare, Tati, i 23 segells o escarabats amb el seu nom.
En el papir de Torí, apareix com el primer faraó, però hi ha un buit en el qual cabrien cinc reis anteriors, la qual cosa situaria el seu regnat vers el 1700 aC. El papir de Torí li dona només sis mesos en el càrrec. El seu nom vol dir 'nubi' i podria indicar un origen militar, ja que els nubis generalment servien en l'exèrcit.